# Lista de campeões da NASCAR Cup Series
O título de Campeão da NASCAR Cup Series é um reconhecimento concedido pelo presidente da NASCAR ao piloto de carros de corrida mais bem sucedido da NASCAR Cup Series ao longo de uma temporada, conforme determinado por um sistema de pontos baseado nos resultados da corrida. O Campeonato de Pilotos foi concedido pela primeira vez em 1949 a Red Byron.  O primeiro piloto a ganhar vários campeonatos foi Herb Thomas em 1951 e 1953. O atual campeão dos pilotos é Joey Logano, que ganhou seu segundo campeonato da NASCAR Cup Series em 2022.
O sistema de pontos NASCAR passou por várias alterações desde sua implementação inicial. Originalmente, as corridas ganhavam pontos por um sistema complicado baseado no posicionamento final e ponderado por prêmios em dinheiro, de forma que eventos de maior valor rendiam mais pontos. Logo após o advento da era moderna em 1972, o campeonato foi decidido por um total de pontos cumulativos mais básicos, baseado exclusivamente na posição final do piloto em cada corrida. A fim de reduzir a possibilidade de um piloto conquistar o título antes do evento final, a NASCAR implementou a "Chase for the Cup" em 2004 que, com pequenas modificações de 2004 a 2013 e mudanças mais radicais em 2014, permanece como o formato atual. Antes das dez corridas finais, 16 pilotos, escolhidos principalmente nas vitórias das corridas, são redefinidos para um número igual de pontos, com pontos de bônus atribuídos a um piloto para cada vitória antes da redefinição. Com essas mudanças, o último campeão de pilotos a conquistar a taça antes da corrida final foi Matt Kenseth em 2003.
No geral, trinta e quatro pilotos diferentes ganharam o campeonato, com Richard Petty, Dale Earnhardt , e Jimmie Johnson detendo o recorde de mais títulos com sete. Johnson tem o recorde de mais campeonatos de pilotos consecutivos, vencendo cinco de 2006 a 2010. Até agora, todos os campeões se originaram dos Estados Unidos.

## Por temporada
| Ano  | Piloto              | Piloto                                            | Dono (Equipe)                        | No.                   | Fabricante | Largadas | Vitórias | Top 10 | Poles   | Pontos | Marg.  | Ref.  |
| ---- | ------------------- | ------------------------------------------------- | ------------------------------------ | --------------------- | ---------- | -------- | -------- | ------ | ------- | ------ | ------ | ----- |
| 1949 |                     | Red Byron                                         | Raymond Parks                        | 22                    | Oldsmobile | 6 (8)    | 2        | 4      | 1       | 842.5  | 117.5  | [ 4 ] |
| 1950 |                     | Bill Rexford                                      | Julian Buesink                       | 8                     | Oldsmobile | 17 (19)  | 1        | 11     | 0       | 1959   | 110.5  | [ 5 ] |
| 1951 | Herb Thomas         | Herb Thomas, Marshall Teague, Leonard, Hubert     | 92                                   | Plymouth, Hudson      | 34 (41)    | 7        | 18       | 4      | 4208.45 | 146.2  | [ 6 ]  |       |
| 1952 | Tim Flock           | Ted Chester                                       | 91                                   | Hudson                | 33 (34)    | 8        | 25       | 4      | 6858.5  | 106    | [ 7 ]  |       |
| 1953 | Herb Thomas (2)     | Herb Thomas                                       | 92                                   | Hudson                | 37 (37)    | 12       | 31       | 12     | 8460    | 646    | [ 8 ]  |       |
| 1954 | Lee Petty           | Petty Enterprises, Gary Drake                     | 42                                   | Chrysler              | 34 (37)    | 7        | 32       | 3      | 8649    | 283    | [ 9 ]  |       |
| 1955 | Tim Flock (2)       | Carl Kiekhaefer, Hubert Westmoreland              | 300                                  | Chrysler, Chevrolet   | 39 (45)    | 18       | 33       | 18     | 9596    | 1508   | [ 10 ] |       |
| 1956 | Buck Baker          | Carl Kiekhaefer, James Satcher, John Whitford     | 00                                   | Chrysler, Dodge       | 48 (56)    | 14       | 39       | 12     | 9272    | 704    | [ 11 ] |       |
| 1957 | Buck Baker (2)      | Buck Baker, Hugh Babb                             | 87                                   | Chevrolet             | 40 (53)    | 10       | 38       | 6      | 10716   | 760    | [ 12 ] |       |
| 1958 | Lee Petty (2)       | Petty Enterprises                                 | 42                                   | Oldsmobile            | 50 (51)    | 7        | 43       | 4      | 12232   | 644    |        |       |
| 1959 | Lee Petty (3)       | Petty Enterprises                                 | 42                                   | Plymouth              | 42 (44)    | 11       | 35       | 2      | 11792   | 1830   |        |       |
| 1960 | Rex White           | Rex White, L.D. Austin, Beau, Scotty              | 4                                    | Ford, Chevrolet       | 40 (44)    | 6        | 35       | 3      | 21164   | 3936   |        |       |
| 1961 | Ned Jarrett         | Ned Jarrett, B.G. Holloway                        | 11                                   | Ford, Chevrolet       | 46 (52)    | 1        | 34       | 4      | 27272   | 830    |        |       |
| 1962 | Joe Weatherly       | Bud Moore                                         | 8                                    | Pontiac               | 52 (53)    | 9        | 45       | 7      | 30836   | 2396   |        |       |
| 1963 | Joe Weatherly (2)   | Bud Moore                                         | 8                                    | Pontiac               | 53 (55)    | 3        | 35       | 6      | 33398   | 2228   |        |       |
| 1964 | Richard Petty       | Petty Enterprises                                 | 41                                   | Plymouth              | 61 (62)    | 9        | 43       | 8      | 40252   | 5302   |        |       |
| 1965 | Ned Jarrett (2)     | Bondy Long, Jabe Thomas                           | 11                                   | Ford                  | 54 (55)    | 13       | 45       | 9      | 38824   | 3034   |        |       |
| 1966 | David Pearson       | Cotton Owens                                      | 6                                    | Dodge                 | 42 (49)    | 15       | 33       | 7      | 35638   | 1950   |        |       |
| 1967 | Richard Petty (2)   | Petty Enterprises                                 | 43                                   | Plymouth              | 48 (49)    | 27       | 40       | 18     | 42472   | 6028   |        |       |
| 1968 | David Pearson (2)   | Holman Moody, Roy Trantham                        | 17                                   | Ford                  | 48 (49)    | 16       | 38       | 12     | 3499    | 126    |        |       |
| 1969 | David Pearson (3)   | Holman Moody                                      | 17                                   | Ford                  | 51 (54)    | 11       | 44       | 14     | 4170    | 357    |        |       |
| 1970 | Bobby Isaac         | Nord Krauskopf                                    | 71                                   | Dodge                 | 47 (48)    | 11       | 38       | 13     | 3911    | 51     |        |       |
| 1971 |                     | Richard Petty (3)                                 | Petty Enterprises                    | 43                    | Plymouth   | 46 (48)  | 21       | 41     | 9       | 4435   | 364    |       |
| 1972 | Richard Petty (4)   | 43                                                | Petty Enterprises                    | Dodge, Plymouth       | 31 (31)    | 8        | 28       | 3      | 8701.4  | 127.9  |        |       |
| 1973 | Benny Parsons       | L.G. DeWitt                                       | 72                                   | Chevrolet, Mercury    | 28 (28)    | 1        | 21       | 0      | 7173.8  | 67.15  |        |       |
| 1974 | Richard Petty (5)   | Petty Enterprises                                 | 43                                   | Dodge                 | 30 (30)    | 10       | 23       | 7      | 5037.75 | 567.45 |        |       |
| 1975 | Richard Petty (6)   | Petty Enterprises                                 | 43                                   | Dodge                 | 30 (30)    | 13       | 24       | 3      | 4783    | 722    |        |       |
| 1976 | Cale Yarborough     | Junior Johnson (Junior Johnson & Associates)      | 11                                   | Chevrolet             | 30 (30)    | 9        | 23       | 2      | 4644    | 195    |        |       |
| 1977 | Cale Yarborough (2) | Junior Johnson (Junior Johnson & Associates)      | 11                                   | Chevrolet             | 30 (30)    | 9        | 27       | 3      | 5000    | 386    |        |       |
| 1978 | Cale Yarborough (3) | Junior Johnson (Junior Johnson & Associates)      | 11                                   | Oldsmobile            | 30 (30)    | 10       | 24       | 8      | 4841    | 474    |        |       |
| 1979 | Richard Petty (7)   | Petty Enterprises                                 | 43                                   | Chevrolet, Oldsmobile | 31 (31)    | 5        | 27       | 1      | 4830    | 11     |        |       |
| 1980 | Dale Earnhardt      | Rod Osterlund (Osterlund Racing)                  | 2                                    | Chevrolet, Oldsmobile | 31 (31)    | 5        | 24       | 0      | 4661    | 19     |        |       |
| 1981 | Darrell Waltrip     | Junior Johnson (Junior Johnson & Associates)      | 11                                   | Buick                 | 31 (31)    | 12       | 25       | 11     | 4880    | 53     |        |       |
| 1982 | Darrell Waltrip (2) | Junior Johnson (Junior Johnson & Associates)      | 11                                   | Buick                 | 30 (30)    | 12       | 20       | 7      | 4489    | 72     |        |       |
| 1983 | Bobby Allison       | Bill Gardner (DiGard Motorsports)                 | 22                                   | Buick, Chevrolet      | 30 (30)    | 6        | 25       | 0      | 4667    | 47     |        |       |
| 1984 | Terry Labonte       | Billy Hagan (Hagan Racing)                        | 44                                   | Chevrolet             | 30 (30)    | 2        | 24       | 2      | 4508    | 65     |        |       |
| 1985 | Darrell Waltrip (3) | Junior Johnson (Junior Johnson & Associates)      | 11                                   | Chevrolet             | 28 (28)    | 3        | 21       | 4      | 4292    | 101    |        |       |
| 1986 | Dale Earnhardt (2)  | Richard Childress (Richard Childress Racing)      | 3                                    | Chevrolet             | 29 (29)    | 5        | 23       | 1      | 4468    | 288    |        |       |
| 1987 | Dale Earnhardt (3)  | Richard Childress (Richard Childress Racing)      | 3                                    | Chevrolet             | 29 (29)    | 11       | 24       | 1      | 4696    | 489    |        |       |
| 1988 | Bill Elliott        | Harry Melling (Melling Racing)                    | 9                                    | Ford                  | 29 (29)    | 6        | 22       | 6      | 4488    | 24     |        |       |
| 1989 | Rusty Wallace       | Raymond Beadle (Blue Max Racing)                  | 27                                   | Pontiac               | 29 (29)    | 6        | 20       | 4      | 4176    | 12     |        |       |
| 1990 | Dale Earnhardt (4)  | Richard Childress (Richard Childress Racing)      | 3                                    | Chevrolet             | 29 (29)    | 9        | 23       | 4      | 4430    | 26     |        |       |
| 1991 | Dale Earnhardt (5)  | Richard Childress (Richard Childress Racing)      | 3                                    | Chevrolet             | 29 (29)    | 4        | 21       | 0      | 4287    | 195    |        |       |
| 1992 | Alan Kulwicki       | Alan Kulwicki (AK Racing)                         | 7                                    | Ford                  | 29 (29)    | 2        | 17       | 6      | 4078    | 10     |        |       |
| 1993 | Dale Earnhardt (6)  | Richard Childress (Richard Childress Racing)      | 3                                    | Chevrolet             | 30 (30)    | 6        | 21       | 2      | 4526    | 80     |        |       |
| 1994 | Dale Earnhardt (7)  | Richard Childress (Richard Childress Racing)      | 3                                    | Chevrolet             | 31 (31)    | 4        | 25       | 2      | 4694    | 444    |        |       |
| 1995 | Jeff Gordon         | Rick Hendrick, (Hendrick Motorsports)             | 24                                   | Chevrolet             | 31 (31)    | 7        | 23       | 8      | 4614    | 34     |        |       |
| 1996 | Terry Labonte (2)   | Rick Hendrick, (Hendrick Motorsports)             | 5                                    | Chevrolet             | 31 (31)    | 2        | 24       | 4      | 4657    | 37     |        |       |
| 1997 | Jeff Gordon (2)     | Rick Hendrick, (Hendrick Motorsports)             | 24                                   | Chevrolet             | 32 (32)    | 10       | 23       | 1      | 4710    | 14     |        |       |
| 1998 | Jeff Gordon (3)     | Rick Hendrick, (Hendrick Motorsports)             | 24                                   | Chevrolet             | 33 (33)    | 13       | 28       | 7      | 5328    | 364    |        |       |
| 1999 | Dale Jarrett        | Robert Yates (Robert Yates Racing)                | 88                                   | Ford                  | 34 (34)    | 4        | 29       | 0      | 5262    | 201    |        |       |
| 2000 | Bobby Labonte       | Joe Gibbs (Joe Gibbs Racing)                      | 18                                   | Pontiac               | 34 (34)    | 4        | 24       | 2      | 5130    | 265    |        |       |
| 2001 | Jeff Gordon (4)     | Rick Hendrick                                     | 24                                   | Chevrolet             | 36 (36)    | 6        | 24       | 6      | 5112    | 349    |        |       |
| 2002 | Tony Stewart        | Joe Gibbs (Joe Gibbs Racing)                      | 20                                   | Pontiac               | 36 (36)    | 3        | 21       | 2      | 4800    | 63     |        |       |
| 2003 | Matt Kenseth        | Jack Roush (Roush Racing)                         | 17                                   | Ford                  | 36 (36)    | 1        | 25       | 0      | 5022    | 90     |        |       |
| 2004 |                     | Jack Roush (Roush Racing)                         | Kurt Busch                           | Ford                  | 97         | 36 (36)  | 3        | 21     | 1       | 6506   | 8      |       |
| 2005 | Tony Stewart (2)    | Joe Gibbs (Joe Gibbs Racing)                      | 20                                   | Chevrolet             | 36 (36)    | 5        | 25       | 3      | 6533    | 35     |        |       |
| 2006 | Jimmie Johnson      | Rick Hendrick, Jeff Gordon (Hendrick Motorsports) | 48                                   | Chevrolet             | 36 (36)    | 5        | 24       | 1      | 6475    | 56     |        |       |
| 2007 | Jimmie Johnson (2)  | Rick Hendrick, Jeff Gordon (Hendrick Motorsports) | 48                                   | Chevrolet             | 36 (36)    | 10       | 24       | 4      | 6723    | 77     |        |       |
| 2008 |                     | Rick Hendrick, Jeff Gordon (Hendrick Motorsports) | Jimmie Johnson (3)                   | Chevrolet             | 48         | 36 (36)  | 7        | 22     | 6       | 6684   | 69     |       |
| 2009 | Jimmie Johnson (4)  | Rick Hendrick, Jeff Gordon (Hendrick Motorsports) | 48                                   | Chevrolet             | 36 (36)    | 7        | 24       | 4      | 6652    | 141    |        |       |
| 2010 | Jimmie Johnson (5)  | Rick Hendrick, Jeff Gordon (Hendrick Motorsports) | 48                                   | Chevrolet             | 36 (36)    | 6        | 23       | 2      | 6622    | 39     |        |       |
| 2011 | Tony Stewart (3)    | Tony Stewart, Gene Haas (Stewart-Haas Racing)     | 14                                   | Chevrolet             | 36 (36)    | 5        | 19       | 1      | 2403    | 01     |        |       |
| 2012 | Brad Keselowski     | Roger Penske (Team Penske)                        | 2                                    | Dodge                 | 36 (36)    | 5        | 23       | 0      | 2400    | 39     |        |       |
| 2013 | Jimmie Johnson (6)  | Rick Hendrick, Jeff Gordon (Hendrick Motorsports) | 48                                   | Chevrolet             | 36 (36)    | 6        | 24       | 4      | 2419    | 19     |        |       |
| 2014 | Kevin Harvick       | Tony Stewart, Gene Haas (Stewart-Haas Racing)     | 4                                    | Chevrolet             | 36 (36)    | 5        | 20       | 8      | 5043    | 1      |        |       |
| 2015 | Kyle Busch          | Joe Gibbs (Joe Gibbs Racing)                      | 18                                   | Toyota                | 25 (36)2   | 5        | 16       | 1      | 5043    | 1      |        |       |
| 2016 | Jimmie Johnson (7)  | Rick Hendrick, Jeff Gordon (Hendrick Motorsports) | 48                                   | Chevrolet             | 36 (36)    | 5        | 16       | 1      | 5040    | 3      |        |       |
| 2017 |                     | Martin Truex Jr.                                  | Barney Visser (Furniture Row Racing) | 78                    | Toyota     | 36 (36)  | 8        | 26     | 5       | 5040   | 5      |       |
| 2018 | Joey Logano         | Roger Penske (Team Penske)                        | 22                                   | Ford                  | 36 (36)    | 3        | 26       | 1      | 5040    | 5      |        |       |
| 2019 | Kyle Busch (2)      | Joe Gibbs (Joe Gibbs Racing)                      | 18                                   | Toyota                | 36 (36)    | 5        | 27       | 1      | 5040    | 5      |        |       |
| 2020 |                     | Chase Elliott                                     | Rick Hendrick (Hendrick Motorsports) | 9                     | Chevrolet  | 36 (36)  | 5        | 22     | 1       | 5040   | 5      |       |
| 2021 | Kyle Larson         | Rick Hendrick (Hendrick Motorsports)              | 5                                    | Chevrolet             | 36 (36)    | 10       | 26       | 1      | 5040    | 5      |        |       |
| 2022 | Joey Logano (2)     | Roger Penske (Team Penske)                        | 22                                   | Ford                  | 36 (36)    | 4        | 15       | 4      | 5040    | 6      |        |       |
| 2023 | Ryan Blaney         | Roger Penske (Team Penske)                        | 12                                   | Ford                  | 36 (36)    | 3        | 18       | 0      | 5035    | 1      |        |       |
| 2024 | Joey Logano (3)     | Roger Penske (Team Penske)                        | 22                                   | Ford                  | 36 (36)    | 3        | 12       | 4      | 5040    | 5      |        |       |

| Strictly Stock Division Grand National Division | NASCAR Winston Cup Series NASCAR Nextel Cup Series | NASCAR Sprint Cup Series Monster Energy NASCAR Cup Series | NASCAR Cup Series |

Notas
↑1  — Tony Stewart e Carl Edwards empataram na classificação final. O campeonato foi dado a Stewart baseado no maior número de vitórias (cinco contra uma de Edwards).
↑2  — Kyle Busch perdeu as primeiras onze corridas da temporada devido a uma lesão sofrida no Daytona International Speedway durante a Alert Today Florida 300.

## Por piloto
No final da septuagésima segunda temporada (2020), 34 pilotos diferentes ganharam um campeonato de pilotos da NASCAR Cup Series - com 16 desses pilotos vencendo mais de uma vez.

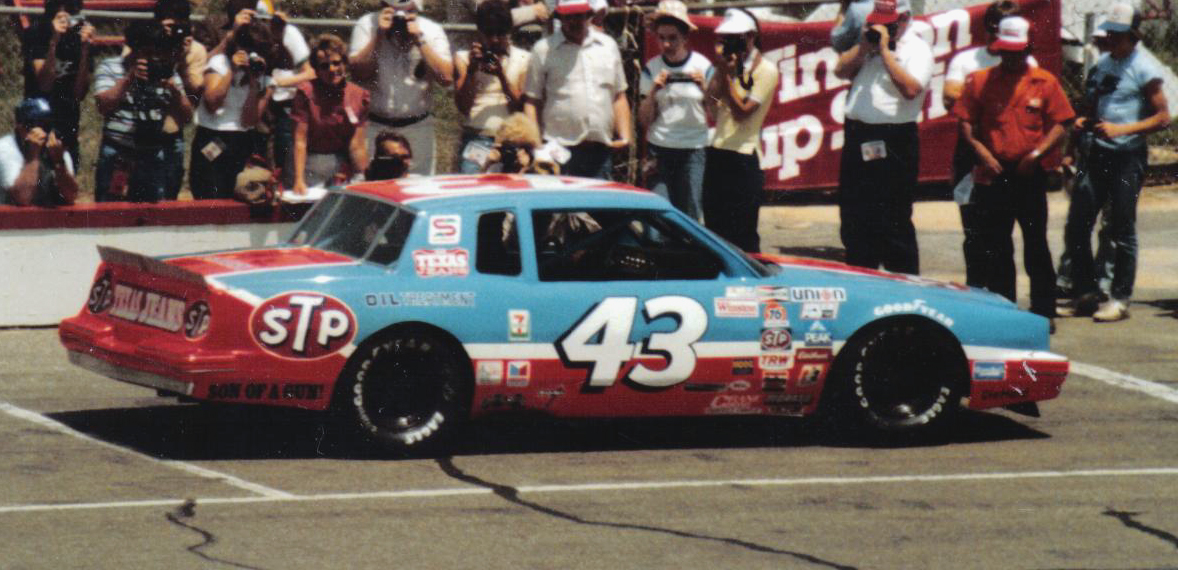
Richard Petty, mostrado aqui em 1983, foi o primeiro piloto a ganhar sete campeonatos.

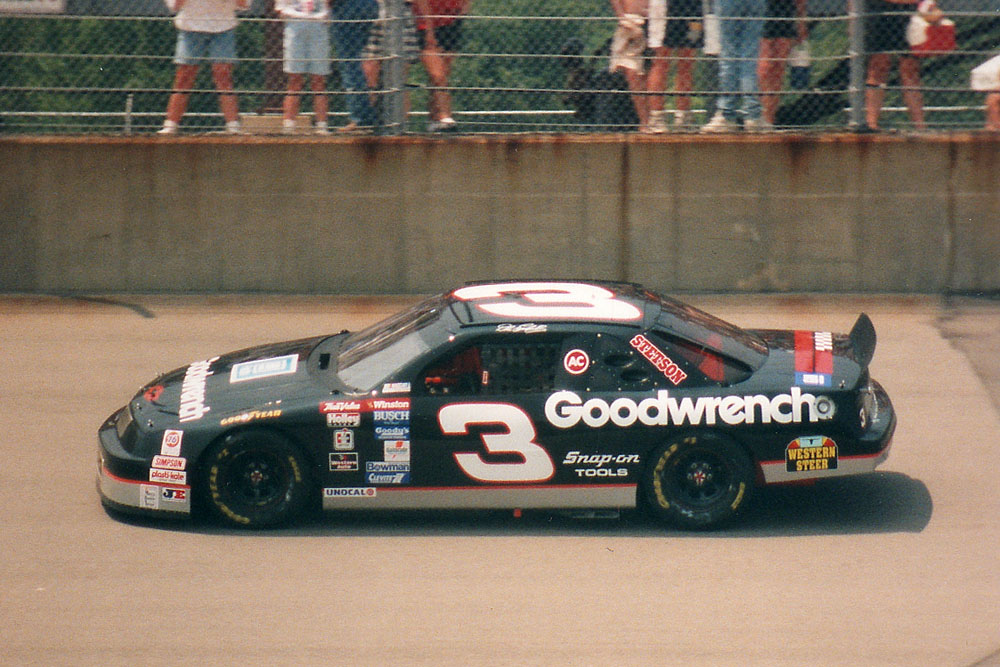
Dale Earnhardt, mostrado aqui em 1994, é o segundo piloto a ter vencido sete vezes o campeonato de pilotos.

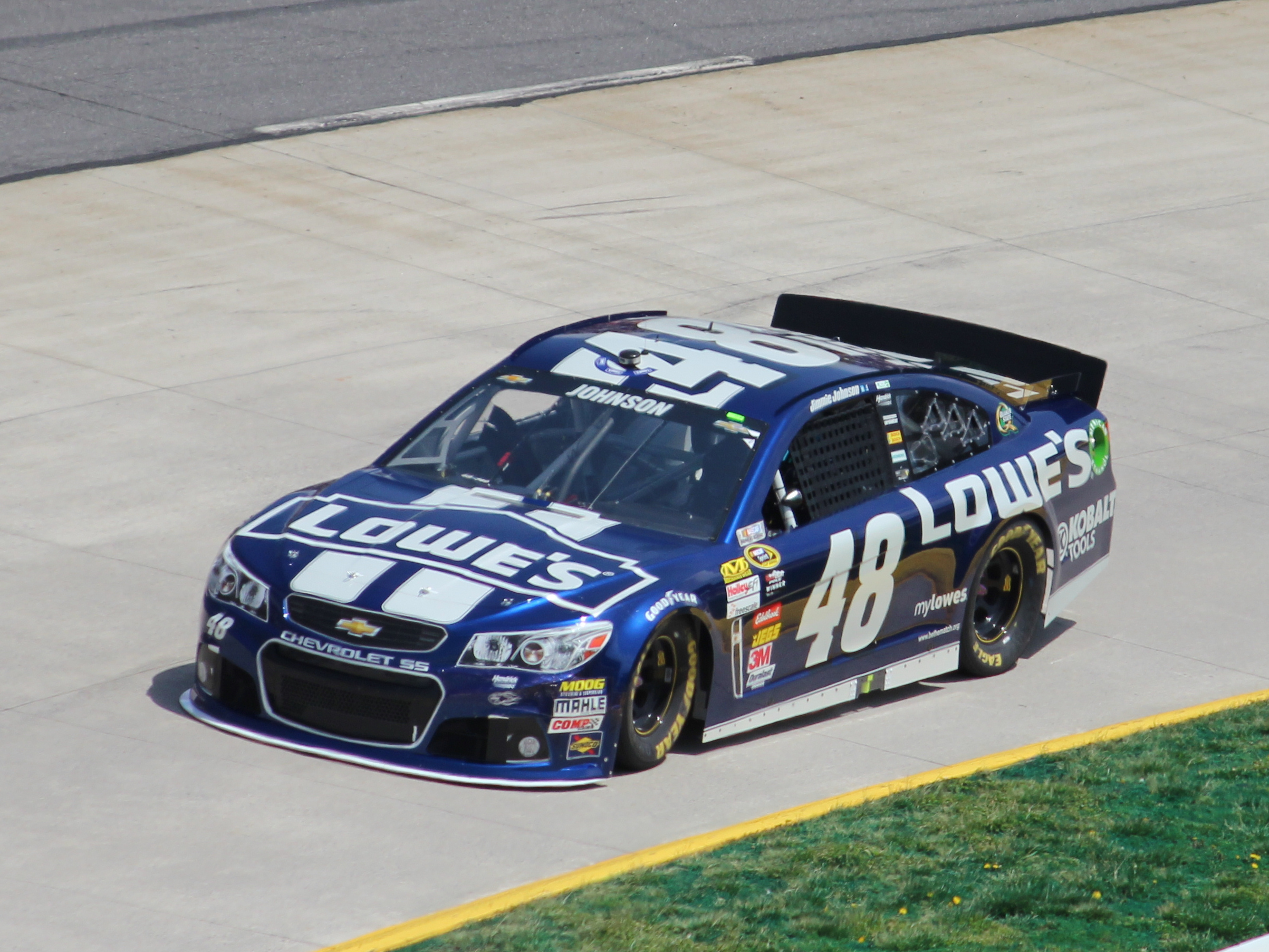
Jimmie Johnson, mostrado aqui em 2013, é o terceiro piloto a ganhar sete vezes o campeonato de pilotos.

| Driver           | Total | Seasons                                  |
| ---------------- | ----- | ---------------------------------------- |
| Richard Petty    | 7     | 1964, 1967, 1971, 1972, 1974, 1975, 1979 |
| Dale Earnhardt   | 7     | 1980, 1986, 1987, 1990, 1991, 1993, 1994 |
| Jimmie Johnson   | 7     | 2006, 2007, 2008, 2009, 2010, 2013, 2016 |
| Jeff Gordon      | 4     | 1995, 1997, 1998, 2001                   |
| Lee Petty        | 3     | 1954, 1958, 1959                         |
| David Pearson    | 3     | 1966, 1968, 1969                         |
| Cale Yarborough  | 3     | 1976, 1977, 1978                         |
| Darrell Waltrip  | 3     | 1981, 1982, 1985                         |
| Tony Stewart     | 3     | 2002, 2005, 2011                         |
| Joey Logano      | 3     | 2018, 2022, 2024                         |
| Herb Thomas      | 2     | 1951, 1953                               |
| Tim Flock        | 2     | 1952, 1955                               |
| Buck Baker       | 2     | 1956, 1957                               |
| Joe Weatherly    | 2     | 1962, 1963                               |
| Ned Jarrett      | 2     | 1961, 1965                               |
| Terry Labonte    | 2     | 1984, 1996                               |
| Kyle Busch       | 2     | 2015, 2019                               |
| Red Byron        | 1     | 1949                                     |
| Bill Rexford     | 1     | 1950                                     |
| Rex White        | 1     | 1960                                     |
| Bobby Isaac      | 1     | 1970                                     |
| Benny Parsons    | 1     | 1973                                     |
| Bobby Allison    | 1     | 1983                                     |
| Bill Elliott     | 1     | 1988                                     |
| Rusty Wallace    | 1     | 1989                                     |
| Alan Kulwicki    | 1     | 1992                                     |
| Dale Jarrett     | 1     | 1999                                     |
| Bobby Labonte    | 1     | 2000                                     |
| Matt Kenseth     | 1     | 2003                                     |
| Kurt Busch       | 1     | 2004                                     |
| Brad Keselowski  | 1     | 2012                                     |
| Kevin Harvick    | 1     | 2014                                     |
| Martin Truex Jr. | 1     | 2017                                     |
| Chase Elliott    | 1     | 2020                                     |
| Kyle Larson      | 1     | 2021                                     |
| Ryan Blaney      | 1     | 2023                                     |

## Por montadora
Esta tabela mostra as montadoras dos pilotos campeões ao contrário das montadoras campeãs. As montadoras em negrito ainda estão competindo no campeonato da Cup Series.

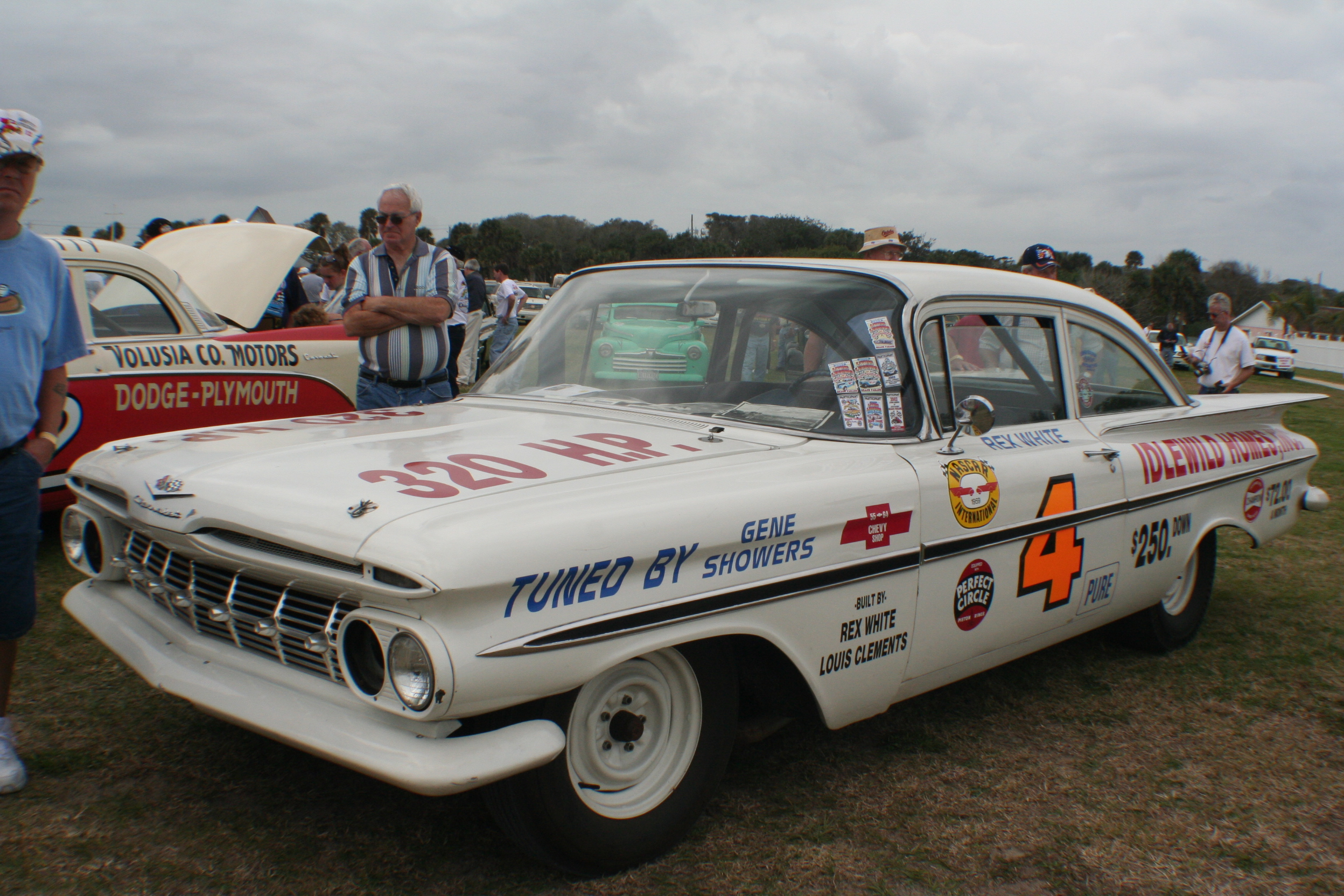
A Chevrolet, mostrada aqui com um carro dirigido por Rex White, tem estado na competição desde a temporada inicial.

| Fabricante | Total |
| ---------- | ----- |
| Chevrolet  | 32    |
| Ford       | 12    |
| Plymouth   | 5     |
| Pontiac    | 5     |
| Dodge      | 5     |
| Oldsmobile | 4     |
| Hudson     | 3     |
| Chrysler   | 3     |
| Buick      | 3     |
| Toyota     | 3     |

## Recordes

### Títulos consecutivos

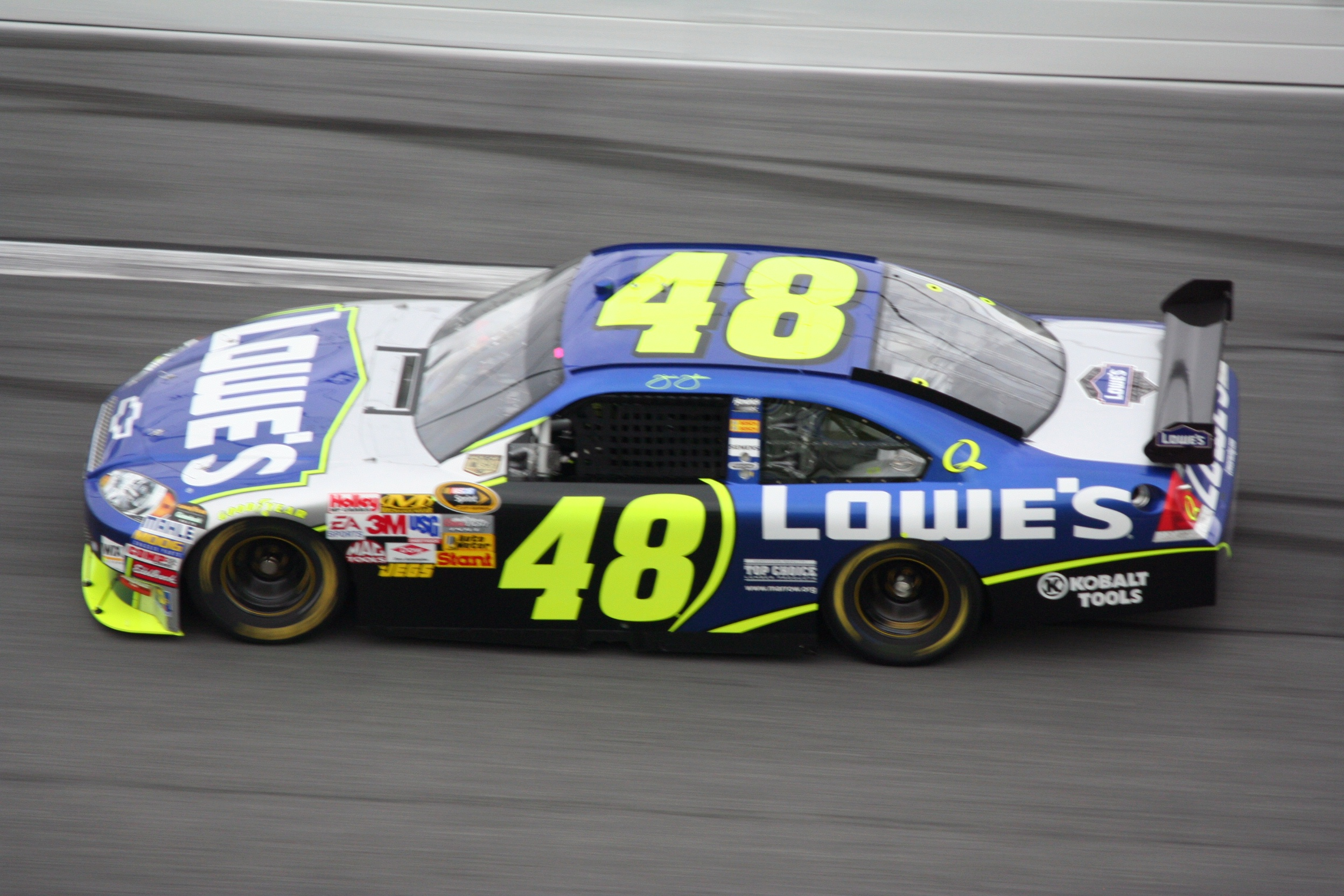
Jimmie Johnson (2008) conquistou cinco títulos consecutivos entre 2006 e 2010.

No final da temporada de 2020, dez pilotos conquistaram vitórias consecutivas no NASCAR Cup Series.
| Títulos | Piloto          | Temporadas                         |
| ------- | --------------- | ---------------------------------- |
| 5       | Jimmie Johnson  | 2006, 2007, 2008, 2009, 2010       |
| 3       | Cale Yarborough | 1976, 1977, 1978                   |
| 2       | Buck Baker      | 1956, 1957                         |
| 2       | Lee Petty       | 1958, 1959                         |
| 2       | Joe Weatherly   | 1962, 1963                         |
| 2       | David Pearson   | 1968, 1969                         |
| 2       | Richard Petty   | 1971, 1972, 1974, 1975             |
| 2       | Darrell Waltrip | 1981, 1982                         |
| 2       | Dale Earnhardt  | 1986, 1987, 1990, 1991, 1993, 1994 |
| 2       | Jeff Gordon     | 1997, 1998                         |